# Ржевуские
Ржевуские (пол. Rzewuski) — угасший польский дворянский род герба Крживда, которому в 1856 г. было присвоено графское достоинство Царства Польского.
Происходит из Подляшья, впервые упомянут в документах в 1541 г. в связи с Христофором Ржевуским. Род сильно поднялся в значении в XVIII веке, когда Станислав Ржевуский приобрёл у наследников Яна Собеского Подгорецкий замок и окрестные земли. Род насчитывает многочисленных старост, воевод, офицеров и епископов.
Казимир Ржевуский возведён в графское достоинство Австрийской Империи 21.04.1819 г.; умер бездетным 07.07.1820 г. Леон Ржевуский (род. 1818), возведён в графское достоинство Австрийской Империи 15.06.1841 г.; умер бездетным 21.10.1869 г.
Именным Высочайшим Указом от 18.11.1856 г. генерал-адъютанту, генералу от кавалерии Адаму, полковнику Эрнесту, действительному статскому советнику Генриху Адамовичам и генерал-майору Флориану Севериновичу Ржевуским дозволено, с нисходящим их потомством, пользоваться графским титулом в Российской Империи.

## Описание герба
В лазоревом щите серебряная подкова, увенчанная левой половиною такового же креста. В средине подковы серебряный же крест.
Щит украшен графскою короною и увенчан графским шлемом с золотою короною. Нашлемник: три страусовых пера, среднее серебряное, крайние лазоревые. Намет: лазоревый с серебром. Девиз: «NIE CZYN. NIE CIERP.» серебряными буквами на лазоревой ленте.
Герб рода графов Ржевусских внесен в Часть 12 Общего гербовника дворянских родов Российской империи, стр. 20.

## Известные представители рода
- Креуза-Ржевуский, Лев († 1639) — архиепископ смоленский.
- Михаил Флориан Ржевуский († 1687 ) — подскарбий надворный коронный, участник всех войн эпохи Яна Казимира и Яна Собеского.
- Станислав Матеуш Ржевуский — Великий гетман коронный в 1726—1728 годах, первый владелец Подгорецкого замка из рода Ржевуских.
- Ржевуский, Вацлав Пётр (1706—1779) — сын предыдущего, великий гетман коронный (1773). Как сторонник Лещинского, должен был искать убежища за границей после избрания Августа III; при Станиславе Понятовском был гетманом великим коронным и кастеляном краковским. Написал трагедии „Żolkiewski“ (Варшава, 1758) и „Władysław pod Warną“ (Львов, 1760), комедии „Natręt“ (Почаев, 1759) и „Dziwak“ (Львов, 1760), также „Siedm psalm ò w pokutnych“ (Львов, 1773) и „Mowy i listy“ (Почаев, 1761).
- Ржевуский, Северин (1743—1811) — сын предыдущего, принимал участие в тарговицкой конфедерации, за что был приговорён инсургентами к казни; остаток жизни провёл в Вене.
- Ржевуский, Вацлав Северин (1785—1831) — сын предыдущего, путешественник по странам Ближнего Востока.
- Лев Ржевуский (1812—1869) — сын предыдущего, до 1831 г. жил в России, потом в галицийских своих имениях; был камергером австрийского двора. Не имея детей, передал Подгорецкий замок Сангушкам.

От старшего сына Вацлава Петра происходит другая ветвь рода, владевшая имением Погребище в Подолии.
- Ржевуский, Адам Станиславович (1760—1825) — внук Вацлава Петра Ржевуского, на русской службе сенатор и тайный советник. Дети:
  - Ржевуский, Адам Адамович (1801—1888) — русский генерал, участник Крымской войны, командующий Киевским военным округом. Дочь:
    - Ржевуская, Екатерина Адамовна (1858—1941) — польская писательница, аферистка.

  - Ржевуская, Каролина (1795—1885) — демоническая красавица, хозяйка салона в Одессе 1820-х гг., одна из возлюбленных Пушкина.
  - Ржевуская, Эвелина (1801—1882) — польская помещица и русская подданная, жена Оноре де Бальзака.
  - Генрих Ржевуский (1791—1866) — польский писатель.